# Tiznit
Tiznit (amazic: ⵜⵉⵣⵏⵉⵜ; àrab: تزنيت, Tiznīt) és una ciutat del sud del Marroc, a 690 km de Rabat i a 80 km al sud d'Agadir, capital de la província de Tiznit, a la regió de Souss-Massa-Draâ. La població de la ciutat és de majoria amazigòfona taixelhit i s'estima en 56.000 habitants. És un encreuament de camins entre el Sàhara occidental, l'oceà Atlàntic (15 km a l'oest), l'Alt Atles (90 km al nord) i l'Anti-Atles (sud i est).

## Història
Abans del segle xix no apareix mai esmentada excepte en la tradició oral que diu que fou fundada per una prostituta que després fou santa; la gossa de la dona va descobrir la primera font (L'in Akdim, la Font Vella). Fou assetjada pel xerif Hashim u-Ali, assassinat el 1825; per què s'oposava constantment a l'hegemonia del Tazerwalt, va ser fortificada el 1882 pel sultà alauita Hassan I del Marroc, que la va dotar amb una llarga muralla rodejant l'antiga medina; llavors tenia un miler d'habitants. L'expedició del sultà Hassan I del Marroc del 1886 va reforçar el poder del govern central a la zona. S'hi van instal·lar alguns jueus. El xeic Maa al-Ayn s'hi va retirar després de ser expulsat del Sàhara el 1909. El seu fill Ahmad al-Hiba va tenir el suport de les tribus de la zona i va iniciar la gihad contra els francesos; es va proclamar sultà el 1912 i Tiznit va esdevenir la capital d'aquest sultanat, però fou derrotat a prop de Marràqueix. El 1936 la població era de 4.662 habitants, dels quals hi havia 357 jueus i 132 europeus. Va restar una petita població que després del 1969 fou clau pel control de l'enclavament colonial espanyol de l'Ifni; després de la fugida dels espanyols del Sàhara el 1975, va començar a créixer considerablement i el 1982 tenia 23.000 habitants; quan fou elevada a capital de la província del Sus encara va augmentar la seva importància fins als 56.000 habitants dels primers anys del segle xxi.
La plaça d'al-Mechouar és el centre de la vila amb el palau de Hassan I del Marroc; enfront hi havia la residència del governador militar francès durant el protectorat. La medina està dividida en quatre barris centrats en una font abundant que permetia regar els jardins, però fa uns anys va perdre cabdal quan es va obrir una altra font al territori dels Uled Jerrar. La ciutat destaca per la seva orfebreria especialment amb les seves fíbules. El parc nacional de Souss-Massa es troba just al nord de la ciutat.

## Agermanaments
- Somerville (Massachusetts),  Estats Units
- Saint-Denis (Sena Saint-Denis),  França

## Galeria de fotos

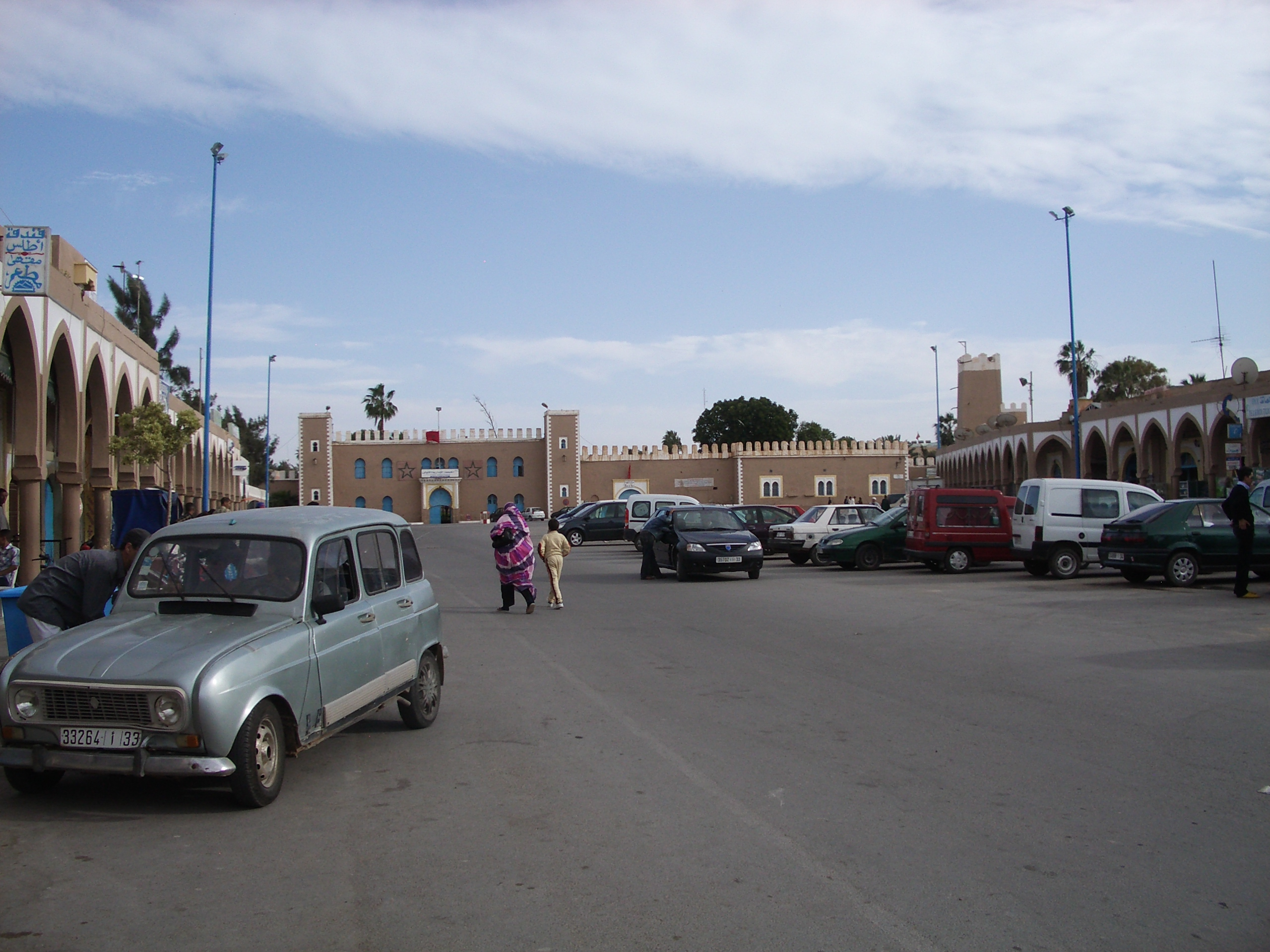
La plaça principal de Tiznit.
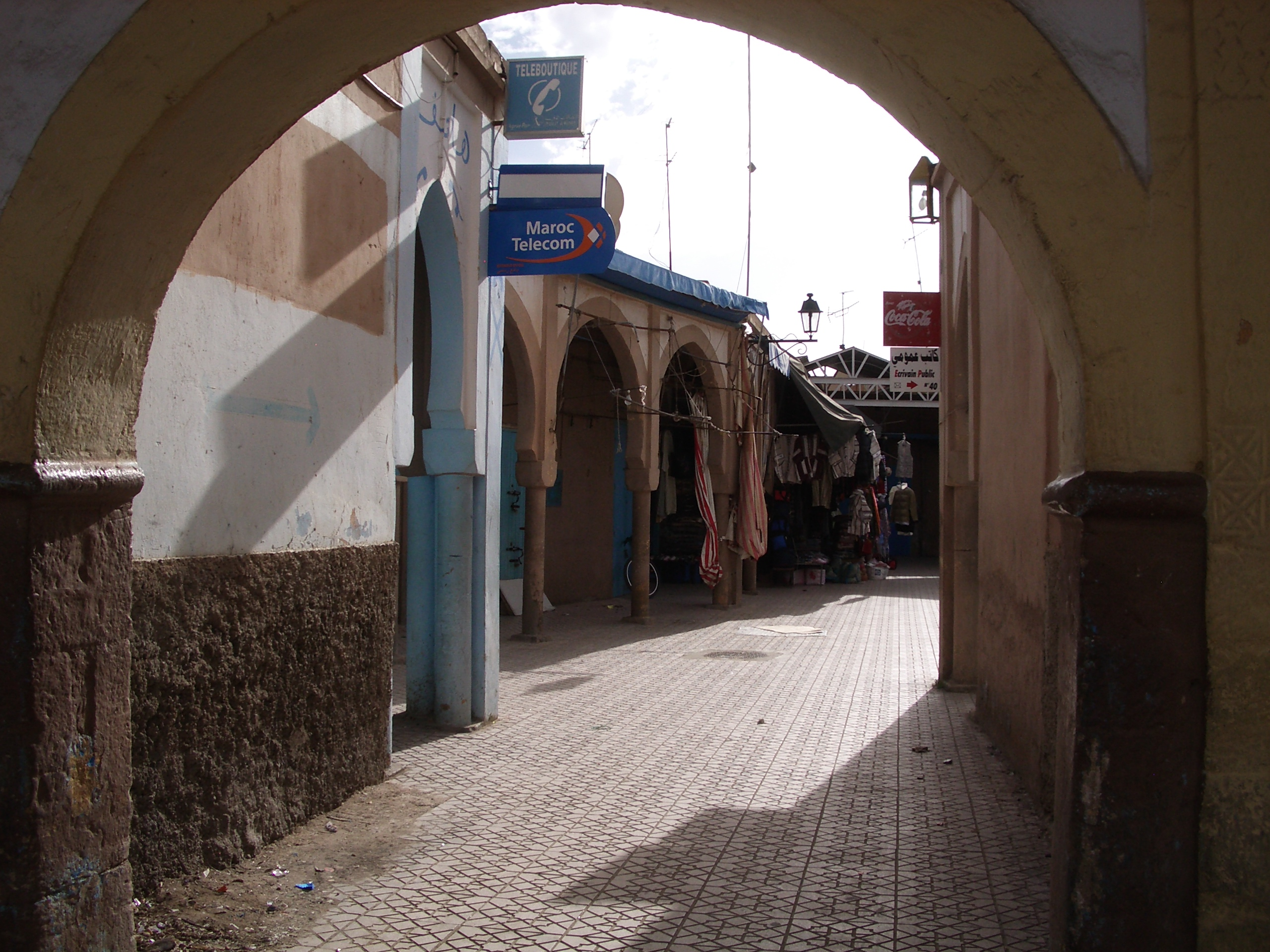
Carrer de Tiznit.
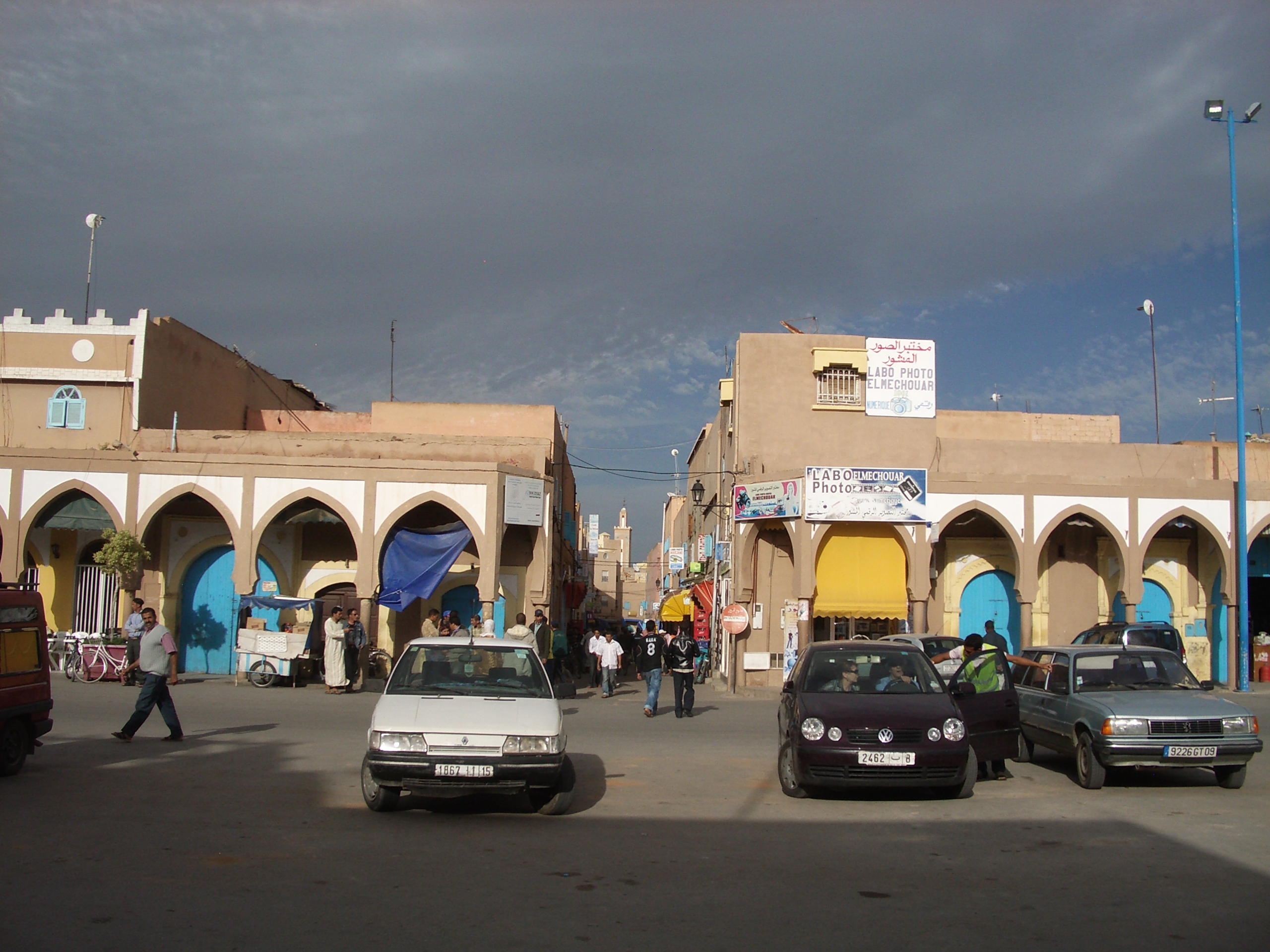
Centre de Tiznit.